# پروتکل معتبرسازی گواهینامه مبتنی بر سرور
پروتکل معتبرسازی گواهینامه مبتنی بر سرور (به انگلیسی: Server-based Certificate Validation Protocol، به اختصار SCVP)، یک پروتکل اینترنتی است که هم مسیر بین یک گواهینامه دیجیتال x.۵۰۹ و یک ریشه مورد اعتماد(نمایند کشف مسیر) را تعیین می‌نماید و هم اعتبار مسیر را با توجه به سیاست معتبر سازی(نماینده معتبر سازی مسیر) مشخص تعیین می‌نماید.

## نگاه کلی
زمانی که یکی از اعضا یک گواهینامه دیجیتال دریافت می‌نماید و باید تصمیم بگیرد که آیا به این گواهی نامه اعتماد نماید یا خیر، ابتدا نیاز دارد که مشخص نماید که آیا این گواهینامه می‌تواند به یک گواهینامه مورد اعتماد لینک داده شود. این پروسه ممکن است زنجیره‌ای از صادر کنندگان این گواهینامه را در گیر نماید. مانند:
```
 Equifax Secure eBusiness CA-۱
     ACME Co Certificate Authority
        Joe User
```

در حال حاضر، ایجاد زنجیرهٔ گواهینامه‌ها توسط برنامه کاربردی که پیام امضا شده را دریافت می‌کند، انجام می‌شود. این پروسه اصطلاحاً «کشف میر» نامیده می‌شود و زنجیره خروجی اصطلاحاً «مسیر گواهینامه» خوانده می‌شود. بسیاری از برنامه‌های کاربردی سیستم عامل ویندوز، مانند برنامه  outlook از CAPI برای کشف مسیر استفاده می‌کنند.
CAPI قادر است که با استفاده از هر گونه گواهینامه‌ای که در مخزن گواهینامه سیستم عامل ویندوز نصب شده یا هر گواهینامه‌ای که توسط برنامه کاربردی مرتبط تولید شده‌است، مسیرهای گواهینامه‌ای  ایجاد نماید. گواهینامه Equifax CA به عنوان مثال، به عنوان یک گواهینامه مورد اعتماد در ویندوز نصب می‌وشد. اگر CAPI راجع به  گواهینامه مطلع باشد یا اگر در یک پست الکترونیک رمز شده قرار گرفته باشد و توسط برنامه OUTLOOK برای capi فراهم شود، CAPI می‌تواند مسیر گواهینامه را ایجاد کند. البته اگر هم CAPI نتواند گواهینامه را پیدا کند، هیپ راهی برای شناسایی مورد اعتماد بودن کاربری به نام Joe وجود ندارد.
پروتکل معتبر سازی مبتنی بر سرور (به اختصار SCVP) یک پروتکل سرویس گیرنده/ سرویس دهنده مبتی بر استاندارد را برای حل مساین مسئله با استفاده از نماینده کشف مسیر یا DPD برای ما فراهم می‌نماید. زمانیکه از DPD استفاده می‌نماییم یک عضو مربوطه، از سرور درخواست یک مسیر گواهینامه می‌نماید تا نیازمندی‌هایش را تأمین نماید. در خواست سرویس گیرنده SCVP شامل گواهینامه‌ای ست که سعی می‌نماید اعتماد کند و هم چنین شامل مجموعه‌ای از گوهی نامه‌های مورد اعتماد  می‌باشد. پاسخ سرور SCVP شامل مجموعه‌ای از گواهینامه‌هایی که یک مسیر معتبر میان گواهینامه درخواستی و گواهینامه‌های مورد اعتماد ایجاد می‌نماید. پاسخ ممکن است شامل اثبات حالت ابطال، مانند پاسخ خای پروتکل برخط تعیین وضعیت گواهی برای گواهینامه‌های در مسیر هم باشد.
زمانیکه یک مسیر گواهینامه ساخته می‌شود، ابتدا باید معتبر شود. در این راستا، الگوریتمی برای معتبر سازی مسیرهای گواهینامه توسط بخش ششم استاندارد RFC ۵۲۸۰- که شامل امضا، تاریخ انقضا، قیود  اسمی، قیود رویه‌ای، قیود  اولیه و غیره می‌باشد. این هم می‌تواند به صورت محلی توسط سرویس گیرنده انجام شود و هم توسط سرویس دهنده SCVP با  استفاده از نمایندگی معتبر سازی مسیر.
SCVP  مجموعه زیر ساخت‌های کلید عمومی (PKI) را مانند همانیکه در مراکز صدور گواهینامه‌است، آمجهز می‌نماید.